# Hlibne, Bilohirsk
Hlibne (în ucraineană Хлібне) este un sat în comuna Muromske din raionul Bilohirsk, Republica Autonomă Crimeea, Ucraina.

## Demografie
Componența lingvistică a localității Hlibne
     Rusă (49,16%)
     Tătară crimeeană (24,92%)
     Ucraineană (7,74%)
     Alte limbi (1,01%)
Conform recensământului din 2001, nu exista o limbă vorbită de majoritatea populației, aceasta fiind compusă din vorbitori de rusă (49,16%), tătară crimeeană (24,92%) și ucraineană (7,74%).